# Kanton Chevreuse
Kanton Chevreuse is een voormalig kanton van het Franse departement Yvelines. Het kanton maakte deel uit van het arrondissement Rambouillet. Het werd opgeheven bij decreet van 21 februari 2014 met uitwerking op 22 maart 2015.

## Gemeenten
Het kanton Chevreuse omvatte de volgende gemeenten:
- Cernay-la-Ville
- Chevreuse (hoofdplaats)
- Choisel
- Dampierre-en-Yvelines
- Lévis-Saint-Nom
- Magny-les-Hameaux
- Le Mesnil-Saint-Denis
- Milon-la-Chapelle
- Saint-Forget
- Saint-Lambert
- Saint-Rémy-lès-Chevreuse
- Senlisse
- Voisins-le-Bretonneux

Met uitzondering van Cernay-la-Ville werden ze in 2015 opgenomen in het kanton Maurepas.